# Alexandru Papiu-Ilarian
Alexandru Papiu-Ilarian (né Alexandru Maruzian), né le 27 septembre en 1827 à Bezded, décédé le 23 octobre 1877 à Sibiu, était un juriste, avocat, historien, linguiste et homme politique roumain de Transylvanie, membre de l'Académie roumaine.
Il était l'un des principaux leaders de la révolution de 1848 en Transylvanie.

## Origine et Études
Fils de Ioan Pop, prêtre gréco-catholique et de Ana Hodoşiu, il passe sa jeunesse et le début de ses études à Buduil de Câmpie (aujourd'hui Papiu Ilarian, District de Mureş), dont son père est originaire, où la famille s’était installée en 1832.
De 1838 à 1842, il est élève à l’école secondaire catholique de Târgu Mureș, puis de 1843 à 1844 à l'école secondaire catholique de Blaj, où il est l'un des principaux disciples des professeurs Simion Bărnuțiu et Timotei Cipariu, ces derniers étant considérés comme d’importants acteurs pour la cause nationale roumaine en Transylvanie. 
Du fait de ses opinions en faveur de la réforme et du changement en Transylvanie, il est expulsé de l'école secondaire catholique de Blaj par l'évêque Ioan Lemeni.
En 1844, à 17 ans, il étudie le droit à l’école piariste de Cluj dont il sort diplômé en 1847.
Durant les années 1845-1846, il y organise une association littéraire et fonde la première revue hebdomadaire manuscrite des étudiants, Zorile pentru minte Inima şi, celle-ci contribuant significativement à la cristallisation de la ferveur révolutionnaire roumaine en Transylvanie.
Là-bas, de même qu’un nombre important d’étudiants roumains, il y prend un nom à consonance latine, Ilarian, qui est la traduction du nom d’un ancêtre de son père, Ioan Pop.
Il se rend par la suite en 1848 à la cour royale de Târgu Mureş au moment même où la révolution contre la monarchie des Habsbourg commence.

## Activités politiques
Très bon orateur, Alexandru Papiu-Ilarian est le principal leader de la révolution roumaine en Transylvanie en 1848.
Il participe à la première assemblée roumaine de Blaj le 30 avril 1848 et à la deuxième le 3 mai 1848, toutes deux concernant l’émancipation de la Transylvanie par rapport à la Hongrie ainsi que l’abolition du servage, suivant les idées de Simion Bàrnutiu.
Entre juillet et août 1848, il a été commissaire de la propagande dans le județ de Dâmbovița. Il est aussi élu par l’assemblée de Blaj comme membre du gouvernement permanent national roumain mis en place à Sibiu. restant néanmoins un gouvernement virtuel en 1848.
Menacé d'arrestation, condamné à mort par contumace par les Hongrois, il fuit momentanément en Munténie, où il participe à des activités révolutionnaires en cours là-bas.
Il retourne en septembre en Transylvanie et assiste à la troisième assemblée roumaine de Blaj le 2 septembre. Il est nommé secrétaire de la commission pour la pacification dirigé par Simion Bàrnutiu.
Ses activités politiques conduisent à l'assassinat de son père en 1849.

## L’après-révolution et mort
Après l’écrasement de la révolution en Transylvanie et après avoir été inspecteur à l’école de Blaj, il part à l’automne 1849 poursuivre ses études en droit à l'Université de Vienne, où il devient l’historiographe de la révolution et publie deux volumes entre 1851-1852 : « Istoria Romanilor din Dacia Superioară » (Histoire des Roumains dans la Dacie supérieure). Ces livres ont été interdits par le régime des Habsbourg et il est contraint en 1852 de fuir en Italie, à Padoue où il obtient un doctorat en droit le 10 janvier 1854.
De 1855 à 1858, il enseigne les droits humains et le droit pénal à Iaşi, à l’académie Mihăileană.
Entre 1860 et 1868, il occupe divers postes (procureur général, membre de la cour d'appel ou encore membre de la cour de cassation de Bucarest) dans les gouvernements de la Moldavie et de la Roumanie, y compris celui de ministre de la Justice dans le cabinet de Mihail Kogălniceanu, du 12 octobre 1863 au 27 février 1864.
Il est aussi le premier Roumain de Transylvanie à être entré au gouvernement à Bucarest
En 1867, il crée à Bucarest la Société Transylvanie, dont il fut le premier président jusqu'en 1874. Le but de la Société Transylvanie était de fournir une aide matérielle aux jeunes Roumains de Transylvanie qui étaient désireux de faire des études mais qui se sont vu refuser l'accès à l'enseignement supérieur par le régime hongrois en Transylvanie.
Du fait de ses nombreux écrits et publications, il est devenu, le 28 septembre 1868, membre de l'Académie roumaine.
Il décède le 23 octobre 1877 à Sibiu, à l’âge de 50 ans à cause de problèmes de santé mentale. Il est enterré dans le cimetière de l'église à Sibiu. La tombe a été faite en 1880 par le sculpteur Charles Cauner. Elle se compose d'un buste en marbre blanc représentant le défunt, placé sur une colonne cannelée haute de 1,25 mètre.